# Федерация британской промышленности
Федера́ция брита́нской промы́шленности (англ. Federation of British Industries; FBI) — организация британских промышленников и банкиров, занявшая важнейшее место в экономической и политической жизни страны. Была основана на базе «Парламентской ассоциации промышленников» и действовала в 1916-65 годы.

## История
В годы первой мировой войны усилилась концентрация производства, создавались новые монополистические объединения. Огромные военные прибыли облегчили процесс поглощения мелких и средних предприятий, происходило слияние банков. В 1916 году была создана самая мощная предпринимательская организация Англии — Федерация британской промышленности, охватившая тысячи фирм и сотни ассоциаций.
ФБП выступала в качестве представителя предпринимателей в их взаимоотношениях с правительством и профсоюзами. Предоставляла своим членам информацию и консультации по различным торговым и экономическим вопросам. Разрабатывая для английских монополий выгодные направления, она решала отдельные экономические проблемы развития страны и внешней торговли. К 1920 году общее количество рабочих, которое трудилось в фирмах входящих в ФБП, составляло третью часть всех рабочих в стране.
В 1965 году, в результате слияния ФБП, Национальной ассоциации британской промышленности и Конфедерации британских предпринимателей, была образована Конфедерация британской промышленности (Confederation of British Industries).